# 7318 Дюков
7318 Дюков (7318 Dyukov) — астероїд головного поясу, відкритий 17 липня 1969 року.
Тіссеранів параметр щодо Юпітера — 3,346.